# Gelis bellicus
Gelis bellicus är en stekelart som beskrevs av Bogacev 1963. Gelis bellicus ingår i släktet Gelis och familjen brokparasitsteklar. Inga underarter finns listade i Catalogue of Life.